# Свято-Успенський собор (Переяслав)
Храм на честь Успіння Божої Матері — храм, збудований у 1896 році у Переяславі, замість старого дерев'яного храму. Офіційного пам'яткоохоронного статусу не має.

## Коротка історія та опис
На цьому місці 1596 р. коштом Костянтина Острозького було збудовано перший Успенський храм. Той храм пам'ятав Переяславську раду. Храм згорів 1655 року.
На його місці в 1760 р. збудували великий дерев'яний храм з дев'ятьма візантійськими банями. Але в 1825 році його значно перероблено. Тарас Шевченко, що змальовував пам'ятки міста, так писав про ці переробки: «неможливо дивитись на нього, а не лише малювати».
Зрештою 1896 року за проєктом видатного архітектора Володимира Ніколаєва збудували чинний храм. Його споруджено у поширеному тоді «цегляному стилі». Домінує історизм — фасади собору мають елементи декору романських, готичних та візантійських споруд. За допомогою фігурної цегляної кладки будівельники створили химерні орнаменти. У інтер'єрі збережено історичні ікони та розписи.
Необхідно надати собору статус пам'ятки архітектури.